# 紀元前545年
紀元前545年（きげんぜん545ねん）は、西暦（ローマ暦）による年。紀元前1世紀の共和政ローマ末期以降の古代ローマにおいては、ローマ建国紀元209年として知られていた。紀年法として西暦（キリスト紀元）がヨーロッパで広く普及した中世時代初期以降、この年は紀元前545年と表記されるのが一般的となった。

## 他の紀年法
- 干支 : 丙辰
- 日本
  - 皇紀116年
  - 安寧天皇4年
- 中国
  - 周 - 霊王27年
  - 魯 - 襄公28年
  - 斉 - 景公3年
  - 晋 - 平公13年
  - 秦 - 景公32年
  - 楚 - 康王15年
  - 宋 - 平公31年
  - 衛 - 献公後2年
  - 陳 - 哀公24年
  - 蔡 - 景侯47年
  - 曹 - 武公10年
  - 鄭 - 簡公21年
  - 燕 - 懿公4年
  - 呉 - 余祭3年
- 朝鮮
  - 檀紀1789年
- ユダヤ暦 : 3216年 - 3217年

## できごと

### 中国
- 斉の景公・陳の哀公・蔡の景侯・燕の懿公・杞の文公らが晋に朝見した。
- 衛の石悪が晋に亡命した。
- 蔡の景侯が晋から帰国する途中に鄭に立ち寄ったが、態度が不遜だったため、子産は景侯の禍を予見した。
- 魯の仲孫羯が晋に赴いた。
- 斉の子尾（公孫蠆）・子雅（公孫竈）・陳須無・鮑国らが起兵し、慶舎を殺害した。慶封が魯に亡命した。
- 崔氏の乱のときに亡命した斉の公子たちが帰国した。
- 魯の襄公・宋の平公・陳の哀公・鄭の簡公・許の悼公が楚に赴いた。

## 死去
- 霊王 - 周の王
- 康王 - 楚の王
- 屈建 - 楚の令尹